# Dance (cântec de Alexandra Stan)
Dance este al treilea single de pe albumul Unlocked. Melodia este compusă de Alexandra Stan împreună cu Alex Cotoi și Mika Moupondo la Fonogram Studio. 

## Videoclip
Filmările videoclipului regizat de Khaled Mokhtar au avut loc în trei locații din București pe parcursul a trei zile. Mișcările și dansul prezente în clip aparțin coregrafiei realizată de Emil Rengle. 
Premiera videoclipului a avut loc pe 18 iulie 2014 când a fost încărcat pe YouTube, strângând până în prezent peste 2.000.000 de vizualizări. 

## Performanța în topuri
Piesa prinde foarte bine în Japonia, ajungând pe primul loc în "Japan Itunes Dance Chart" și pe locul 32 în "Japan iTunes Top". Single-ul intră în "Japan Hot 100" unde ajunge să ocupe poziția 25. 
În Nicaragua, Dance ajunge pe locul 74 în "iTunes". 

## Topuri
| Grafic (2014)           | Poziția |
| ----------------------- | ------- |
| Japonia (Japan Hot 100) | 25      |

## Lansările
| Țara         | Data          | Format               | Casa de discuri      |
| ------------ | ------------- | -------------------- | -------------------- |
| Japonia      | 16 iulie 2014 | Digital Download     | Victor Entertainment |
| România      | 18 iulie 2014 | CD, Digital Download | Roton                |
| Regatul Unit | 18 iulie 2014 | CD, Digital Download | 3 Beat               |